# Parnassius maharaja
Maharaja Apollo Parnassius maharaja là một loài bướm ngày sinh sống ở vùng núi cao được tìm thấy ở Ấn Độ. It là một member of the Snow Apollo genus Parnassius of the Swallowtail (Papilionidae) family.

## Range
North-Western Ấn Độ.

## Status
Local. Not known to be threatened.